# كأس ديفيز 1976
كأس ديفيز 1976 هو الموسم 65 من  كأس ديفيز. فاز فيه منتخب إيطاليا لكأس ديفيز.